# Distretto di Maringué
Il distretto di Maringué è un distretto del Mozambico, facente parte della Provincia di Sofala.

## Suddivisioni amministrative
Il distretto è suddiviso in tre sottodistretti amministrativi (posti amministrativi):
- Maringué
- Canxixe
- Subué